# پروکولوس یولیوس

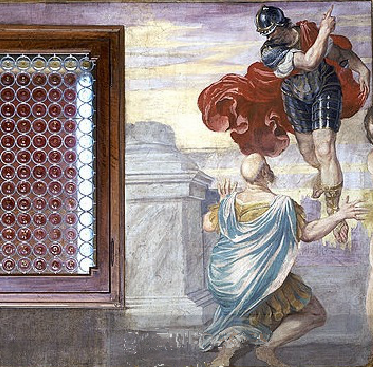
رومولوس بر پروکولوس ظاهر می‌شود (اثر آگوستینو و لودوویکو و آنیباله کاراچی)، واقع در پالاتسو مانیانی، بولونیا.

پروکولوس یولیوس (به لاتین: Proculus Iulius) یکی از شخصیت‌ها در اسطورهٔ پیدایش شهر روم است. نقل است که او پس از غیب شدن رومولوس، نخستین پادشاه روم، او را دیدار کرد و پس از نقل خبر دیدارش برای توده‌های روم سبب شد توده‌ها به مقام ایزدی رومولوس باورمند شوند و روایت سنا مبنی‌بر عروج رومولوس به آسمان را باور کنند.

## روایت تیتوس لیویوس
تیتوس لیویوس در کتاب از پیدایش روم نقل می‌کند که رومولوس در باتلاق کاپرا مشغول سان دیدن از سپاهش بود که به‌ناگاه بادی تند وزیدن گرفت و او را در مِهی غلیظ پوشاند. پس چون مه محو شد، اثری از پادشاه ندیدند. اشراف و سناتورهایی که در آن هنگام کنار رومولوس ایستاده بودند ادعا نمودند که «رومولوس را خدایان به آسمان برده‌اند» و توده‌ها تا چندی مغموم شدند. لیویوس نقل می‌کند که البته عده‌ای هم بودند که ادعا می‌کردند سناتورها شاه را تکه‌تکه کرده کشته‌اند. به‌هر روی، پس از ناپدید شدن رومولوس پروکولوس به نشست مردمی درآمد و بانگ برداشت که در صبحدم رومولوس از آسمان به زمین آمده بر وی ظاهر شد و بدو بشارت قدرت و شوکت روم و تسلطش بر سراسر جهان را داد. در پایان، لیویوس می‌گوید که توده‌ها با سرعت و آمادگی عجیبی این سخنان یولیوس را باور کردند و، در نتیجه، از غم‌واندوهشان کاسته شد.

## روایت پلوتارک
موافق روایت پلوتارک، پروکولوس یکی از دوستان رومولوس و یک مستعمره‌نشین از شهر آلبالونگا بود. او پیش از آنکه در فروم شهادت بدهد، سوگند یاد کرد و سپس به جمعیت حاضر در آنجا گفت که رومولوس از آسمان به زمین آمد و او (پروکولوس) از وی پرسید که چرا شهر خودش و شهروندانش را تنها و بدبین و مغموم باقی گذاشته و رفته‌است. رومولوس نیز پاسخ داد که عروجش به آسمان خواستهٔ خدایان بوده‌است؛ او بدین دنیا آمده بود تا شهری را بنا کند که قرار بود بزرگ‌ترین شهر دنیا باشد، و حالا وظیفه‌اش را به‌انجام رسانده‌است. در نهایت، پروکولوس را گفت که او به‌عنوان ایزد کوئیرینوس بر رومیان نظارت و پاسبانی خواهد داشت. بدین‌سان، ترس و سوءظن رومیان زایل شد.